# Mazda Scrum
O Scrum é uma microvan da Mazda, vendida apenas no Japão.